# Astragalus gorczakovskii
Astragalus gorczakovskii là một loài thực vật có hoa trong họ Đậu. Loài này được L.I.Vassiljeva miêu tả khoa học đầu tiên.